# ديبورا لي فيرنس
ديبورا لي فيرنس (بالإنجليزية: Deborra-Lee Furness) (مواليد 30 نوفمبر 1955 في سيدني،) هي ممثلة أسترالية بدأت مسيرتها الفنية عام 1975.

## بدايتها
ولدت فيرنس في بيرث، أستراليا، ونشأت في ملبورن. درست التمثيل في الأكاديمية الأميركية للفنون المسرحية في مدينة نيويورك، حيث تخرجت في 1981 أو 1982. قامت بالأداء في الولايات المتحدة على المسرح في نيويورك

## حياتها الشخصية
ديبورا متزوجة من زميلها الممثل هيو جاكمان. التقيا في برنامج تلفزيوني أسترالي في عام 1995. أقيم حفل زفافهما في 11 نيسان 1996 في سانت جون في توراك، فيكتوريا، إحدى ضواحي ملبورن. بعد معاناتها من حالات الإجهاض، تبنت طفلين مع جاكمان، ابن اسمه أوسكار ماكسيميليان (من مواليد 15 مايو 2000) وابنة اسمها إيفا إليوت (مواليد 10 يوليو 2005).

## حياتها المبكرة
التحقت فيرنس بمدرسة السكرتارية لتعلم الاختزال والطباعة في سن 18 بعد أن نصحتها والدتها بالحصول على وظيفة احتياطية إذا لم تتحقق طموحاتها في التمثيل. ثم حصلت على وظيفة كمساعدة جون سوريل، مدير الأخبار في القناة 9 ‏. على الرغم من وصفها لنفسها بأنها «سكرتيرة المستنقع»، قالت فيرنس إنها استمتعت تمامًا بالعمل المستعجل والسريع والطاقة العالية لمكتب الأخبار. بعد العمل في مكتب الأخبار لمدة عام، طُلب من فيرنس العمل في نو مانز لاند، وهو برنامج الشؤون الجارية في المحطة أثناء النهار والذي تنتجه النساء حصريًا ويستضيفه ميكي دي ستوب. بدأت فيرنس العمل في البرنامج كباحث قبل أن تصبح مراسلة على الهواء. بعد عملها في القناة 9، سافرت فيرنس عبر أوروبا لمدة عام واحد.
درست التمثيل في الأكاديمية الأمريكية للفنون المسرحية في مدينة نيويورك، حيث تخرجت في عام 1981 أو 1982. غنت على خشبة المسرح في نيويورك ولعبت دور كاثلين  الزوجة الأسترالية لكول جيوبيرتي (بيلي موسيس) في المسلسل التلفزيوني فالكون كريست قبل أن تعود إلى أستراليا لمواصلة مسيرتها التمثيلية.

## التكريم
في عام 2014، حصلت ديبورا لي فيرنس على لقب أستراليا في نيو ساوث ويلز للعام عن عملها في حملات التبني.

## مسيرتها الفنية
صعدت فيرنس إلى الشهرة في عام 1988 عندما لعبت دور البطولة في فيلم العار، والذي فازت عنه بجائزة أفضل ممثل من دائرة نقاد السينما في أستراليا وجولدن سبيس نيدل. وشملت الأدوار الأخرى حلقة من هاليفكس اف بي (بالإنجليزية: Halifax fp) والأطباء الطائرون (بالإنجليزية: The Flying Doctors) في عام 1993، ظهرت فيرنس في دور كريسي في المسلسل التلفزيوني المصغر ستارك من بطولة بن إلتون وجاكلين ماكنزي. في عام 1995 ظهرت في فيلم أنجيل بيبي (بالإنجليزية: Angel Baby) من إخراج مايكل ريمر وبطولة جاكلين ماكنزي وجون لينش. يتابع الفيلم قصة شخصين مصابين بالفصام التقيا أثناء العلاج ووقعا في الحب بشغف.
في عام 1995، لعبت دور البطولة في المسلسل التلفزيوني كوريلي(بالإنجليزية: Correlli)، حيث التقت بزوجها المستقبلي، هيو جاكمان.
من عام 1995 إلى عام 1996، لعبت فيرنس دور البطولة في المسلسل التلفزيوني (بالإنجليزية: Fire) جنبًا إلى جنب مع آندي أندرسون ووين بيرجرام. لعبت فيرجيس دور دولوريس كينيدي.
تشتهر فيرنس وهي أم بالتبني لطفلين، بعملها في مساعدة الأيتام على مستوى العالم وتبسيط عمليات التبني الدولية، لا سيما في موطنها أستراليا حيث كانت راعية وأحد المبدعين للأسبوع الوطني للتوعية بالتبني. وقد ألقت كلمة في نادي الصحافة الوطني الأسترالي حول موضوع قوانين التبني في أستراليا. فيرنس هي راعية لمؤسسة لايتهاوس للأطفال النازحين وعائلات التبني الدولية في كوينزلاند. وهي أيضًا سفيرة لمنظمة منظمة الرؤية العالمية وتعمل في اللجنة الاستشارية لمنظمة فيلم ايد العالمية، وتعمل مع اللاجئين في جميع أنحاء العالم.

### التلفزيون
- ظهرت في مسلسلات أسترالية شهيرة مثل Neighbours (1985)، The Flying Doctors، Correlli (1995) – حيث لعبت دور Louisa Correlli، والتقت هناك بـ Hugh Jackman imdb.com+7en.wikipedia.org+7en.wikipedia.org+7.
- شاركت أيضًا في المسلسلات Stark (1993)، Fire (1995–96)، وHyde & Seek (2016)، بالإضافة إلى تقديمها برامج وثائقية مثل Raising Children (2007) en.wikipedia.org+1factmandu.com+1.

- ظهرت في عرض الضيوف والبرامج الحوارية، مثل Dancing with the Stars (2007)، وGlobal Citizen Festival (بحلول 2013)

### أبرز الأعمال السينمائية
- Shame (1988) – لعبت دور Asta Cadell، محامية رمزية في بلدة ريفية، وفازت عنها بجوائز أفضل ممثلة من Film Critics Circle of Australia وGolden Space Needle Award grapevinefinearts.comimdb.com+9en.wikipedia.org+9factmandu.com+9.
- Angel Baby (1995) – قامت بدور Louise Goodman في فيلم تناول العلاقة بين شخصين مصابين بالفصام grapevinefinearts.com+2en.wikipedia.org+2rottentomatoes.com+2.
- أعمال أخرى تشمل Jindabyne (2006)، Sleepwalking (2008)، Beautiful (2008)، وForce of Nature: The Dry 2 (2023)

## الجوائز
- 1988 جائزة مهرجان سياتل السينمائي الدولي لأفضل ممثلة.[24]
- 1988 جائزة دائرة نقاد السينما في أستراليا لأفضل ممثلة.[24]
- 1991 سيلفر شل لأفضل ممثلة في مهرجان سان سيباستيان السينمائي الدولي.[25]
- 2006 جائزة دائرة نقاد السينما في أستراليا لأفضل ممثلة في دور مساند.[24]

## وصلات خارجية
- ديبورا لي فيرنس على موقع IMDb (الإنجليزية)
- ديبورا لي فيرنس على موقع ألو سيني (الفرنسية)
- ديبورا لي فيرنس على موقع أول موفي (الإنجليزية)
- ديبورا لي فيرنس على موقع قاعدة بيانات الأفلام السويدية (السويدية)
- ديبورا لي فيرنس على موقع قاعدة بيانات الفيلم (الإنجليزية)
- ديبورا لي فيرنس على موقع كينوبويسك (الروسية)